# Флаг Монреаля
Флаг Монреаля — официальный символ города, основанный на гербе Монреаля. Был представлен в мае 1935 года, пересмотрен в мае 1939 года и дополнен в сентябре 2017 года.

## Символы
| Изображение | Объяснение                                                                |
| ----------- | ------------------------------------------------------------------------- |
|             | Крест святого Георгия — символ небесного покровителя города.              |
|             | Сосна веймутова — символ коренных народов Квебека (с 2017 года).          |
|             | Лилия Бурбонов — символ французской диаспоры (с 1939 года, вместо бобра). |
| .           | Алая роза Ланкастеров — символ английской диаспоры.                       |
|             | Чертополох — символ шотландской диаспоры.                                 |
| .           | Трилистник — символ ирландской диаспоры.                                  |